# Ashley Lyn Cafagna

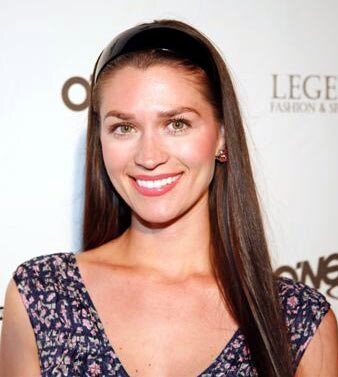
Ashley Lyn Cafagna

Ashley Lyn Cafagna ou Ashley Cafagna-Tesoro (nasceu em 15 de fevereiro de 1983) em Iowa, Estados Unidos é uma modelo e atriz americana.

## Filmografia

### Televisão
- 2001 The Bold and the Beautiful .... Kimberly Fairchild
- 2000 Saved by the Bell: The New Class .... Liz Miller
- 1997 7th Heaven .... Joanne
- 1997 Valley of the Dolls .... Jovem Anne